# Mixto EC
Mixto Esporte Clube – brazylijski klub piłkarski z siedzibą w mieście Cuiabá leżącym w stanie Mato Grosso.

## Osiągnięcia
- Mistrz stanu Mato Grosso (24): 1943, 1945, 1947, 1948, 1949, 1951, 1952, 1953, 1954, 1959, 1961, 1962, 1965, 1969, 1970, 1979, 1980, 1981 1982, 1984, 1988, 1989, 1996, 2008;
- Torneio Início: 1969.

## Historia
Mixto założony został 20 maja 1934 roku. Założycielami klubu byli: Ranulfo Paes de Barros, Maria Malhado, Gastão de Matos, Naly Hugueney de Siqueira, Avelino Hugueney de Siqueira (Maninho), Zulmira DAndrade Canavarros.
Klub dwukrotnie wziął udział w pierwszej lidze brazylijskiej (Campeonato Brasileiro Série A) - w 1976 i 1986 roku.